# Philopotamus ketamus
Philopotamus ketamus is een schietmot uit de familie Philopotamidae. De soort komt voor in het Palearctisch gebied.